# Écouis
Écouis és un municipi francès situat al departament de l'Eure i a la regió de Normandia. L'any 2007 tenia 757 habitants.

## Demografia

### Població
El 2007 la població de fet d'Écouis era de 757 persones. Hi havia 272 famílies, de les quals 68 eren unipersonals (32 homes vivint sols i 36 dones vivint soles), 88 parelles sense fills, 96 parelles amb fills i 20 famílies monoparentals amb fills.
La població ha evolucionat segons el següent gràfic:
Habitants censats

### Habitatges
El 2007 hi havia 315 habitatges, 282 eren l'habitatge principal de la família, 17 eren segones residències i 16 estaven desocupats. 291 eren cases i 23 eren apartaments. Dels 282 habitatges principals, 210 estaven ocupats pels seus propietaris, 69 estaven llogats i ocupats pels llogaters i 3 estaven cedits a títol gratuït; 18 tenien dues cambres, 57 en tenien tres, 72 en tenien quatre i 135 en tenien cinc o més. 197 habitatges disposaven pel capbaix d'una plaça de pàrquing. A 136 habitatges hi havia un automòbil i a 110 n'hi havia dos o més.

### Piràmide de població
La piràmide de població per edats i sexe el 2009 era:
| Homes | Edats   | Dones |
| ----- | ------- | ----- |
| 0     | 95 o +  | 16    |
| 0     | 90 a 94 | 20    |
| 0     | 85 a 89 | 8     |
| 0     | 80 a 84 | 8     |
| 20    | 75 a 79 | 8     |
| 16    | 70 a 74 | 16    |
| 20    | 65 a 69 | 16    |
| 24    | 60 a 64 | 12    |
| 20    | 55 a 59 | 24    |
| 16    | 50 a 54 | 28    |
| 36    | 45 a 49 | 20    |
| 12    | 40 a 44 | 24    |
| 28    | 35 a 39 | 16    |
| 32    | 30 a 34 | 36    |
| 12    | 25 a 29 | 12    |
| 32    | 20 a 24 | 8     |
| 24    | 15 a 19 | 16    |
| 4     | 10 a 14 | 20    |
| 20    | 5 a 9   | 32    |
| 20    | 0 a 4   | 24    |

## Economia
El 2007 la població en edat de treballar era de 446 persones, 324 eren actives i 122 eren inactives. De les 324 persones actives 291 estaven ocupades (155 homes i 136 dones) i 33 estaven aturades (13 homes i 20 dones). De les 122 persones inactives 38 estaven jubilades, 34 estaven estudiant i 50 estaven classificades com a «altres inactius».

### Ingressos
El 2009 a Écouis hi havia 287 unitats fiscals que integraven 744,5 persones, la mediana anual d'ingressos fiscals per persona era de 17.839 €.

### Activitats econòmiques
Dels 38 establiments que hi havia el 2007, 1 era d'una empresa alimentària, 1 d'una empresa de fabricació de material elèctric, 2 d'empreses de fabricació d'altres productes industrials, 6 d'empreses de construcció, 10 d'empreses de comerç i reparació d'automòbils, 3 d'empreses de transport, 1 d'una empresa d'hostatgeria i restauració, 1 d'una empresa immobiliària, 6 d'empreses de serveis, 5 d'entitats de l'administració pública i 2 d'empreses classificades com a «altres activitats de serveis».
Dels 8 establiments de servei als particulars que hi havia el 2009, 1 era una oficina de correu, 2 tallers de reparació d'automòbils i de material agrícola, 1 fusteria, 2 lampisteries, 1 empresa de construcció i 1 perruqueria.
Dels 2 establiments comercials que hi havia el 2009, 1 era un hipermercat i 1 una botiga de menys de 120 m².
L'any 2000 a Écouis hi havia 11 explotacions agrícoles.

## Equipaments sanitaris i escolars
L'únic equipament sanitari que hi havia el 2009 era una farmàcia.
El 2009 hi havia una escola elemental integrada dins d'un grup escolar amb les comunes properes formant una escola dispersa.

## Poblacions més properes
El següent diagrama mostra les poblacions més properes.